# Osobní prohlídka
Osobní prohlídka je v běžné řeči prohlédnutí osoby za účelem nějakého zjištění, často úředního. Jedná se o označení úkonů, při kterých osoba, která osobní prohlídku provádí, zjišťuje, zda osoba, která je osobní prohlídce podrobována, na svém těle nebo v oděvu, který má na sobě, neskrývá určitý předmět, často zbraň nebo věc, jejíž vlastnictví anebo vnášení do určitých prostor anebo vynášení z nich je nezákonné nebo nežádoucí. 
V českém právním řádu se jako osobní prohlídka označují tři instituty, a to úkon v trestním řízení podle českého trestního řádu, úkon prováděný Celní správou ČR a úkon prováděný Vězeňskou službou ČR. Zároveň však česká legislativa zná i další instituty, které jsou obdobné osobní prohlídce, avšak nejsou legislativou přímo nazývány osobní prohlídka, jsou jimi např. prohlídka osoby podle zákona o policii, prohlídka zaměstnanců zaměstnavatelem, ruční prohlídka podle zákona o civilním letectví či prohlídka těla podle trestního řádu.  

## Osobní prohlídka podle trestního řádu
Osobní prohlídka je jeden z možných úkonů v rámci trestního řízení, který slouží k zajištění věci, která je pro toto řízení důležitá. Jde sice o zásah do nedotknutelnosti osoby, ten je však při dodržení všech zákonných podmínek podle čl. 7 odst. 1 Listiny základních práv a svobod přípustný. Právně upravena je v § 82–85a trestního řádu.
Vykonat osobní prohlídku lze jen tehdy, pokud existuje důvodné podezření, že někdo má u sebe pro dané trestní řízení důležitou věc a pokud jí předcházel jeho neúspěšný výslech. Osobní prohlídku lze vykonat i v případě zadržení, zatčení nebo vzetí do vazby, je-li podezření na přítomnost zbraně nebo jiné život či zdraví ohrožující věci. Důvodnost posuzuje soudce, v přípravném řízení státní zástupce či s jeho souhlasem policejní orgán, kteří vydávají odůvodněný příkaz k osobní prohlídce. Bez něj lze osobní prohlídku provést tehdy, nesnese-li věc odkladu, v případě vzetí do vazby, zatčení, zadržení nebo i jen přistižení při činu. Realizující orgán je oprávněn překonat i případný odpor nebo jinou překážku. Vykonává ji vždy jen osoba stejného pohlaví a je k ní navíc nutno přizvat nezúčastněnou osobu. O osobní prohlídce se spisuje protokol a tomu, u koho byla provedena, se předává písemné potvrzení o provedeném úkonu a o případném převzetí nalezených věcí.

## Osobní prohlídka podle zákona o Celní správě České republiky
Podle § 35a zákona o Celní správě České republiky je celník při kontrole osob a dopravních prostředků a jejich nákladů oprávněn provádět osobní prohlídku, avšak pouze tehdy, je-li důvodný předpoklad, že kontrolovaná osoba má u sebe věc, kterou je povinna celníkovi vydat, a výzva celníka, aby kontrolovaná osoba vydala tuto věc, je bezvýsledná.
Tuto osobní prohlídku smí provést pouze celník stejného pohlaví. Na žádost kontrolované osoby může být provedena pouze za přítomnosti osoby, jejíž vztah je k osobě celníka a kontrolované osoby nestranný.
Ustanovení o stejném pohlaví kontrolované osoby a celníka, přítomnosti nestranné osoby a existenci důvodného předpokladu, že osoba má u sebe věc, kterou je povinna celníkovi vydat, se nepoužijí, jde-li o nutný zákrok pro hledání zbraně.

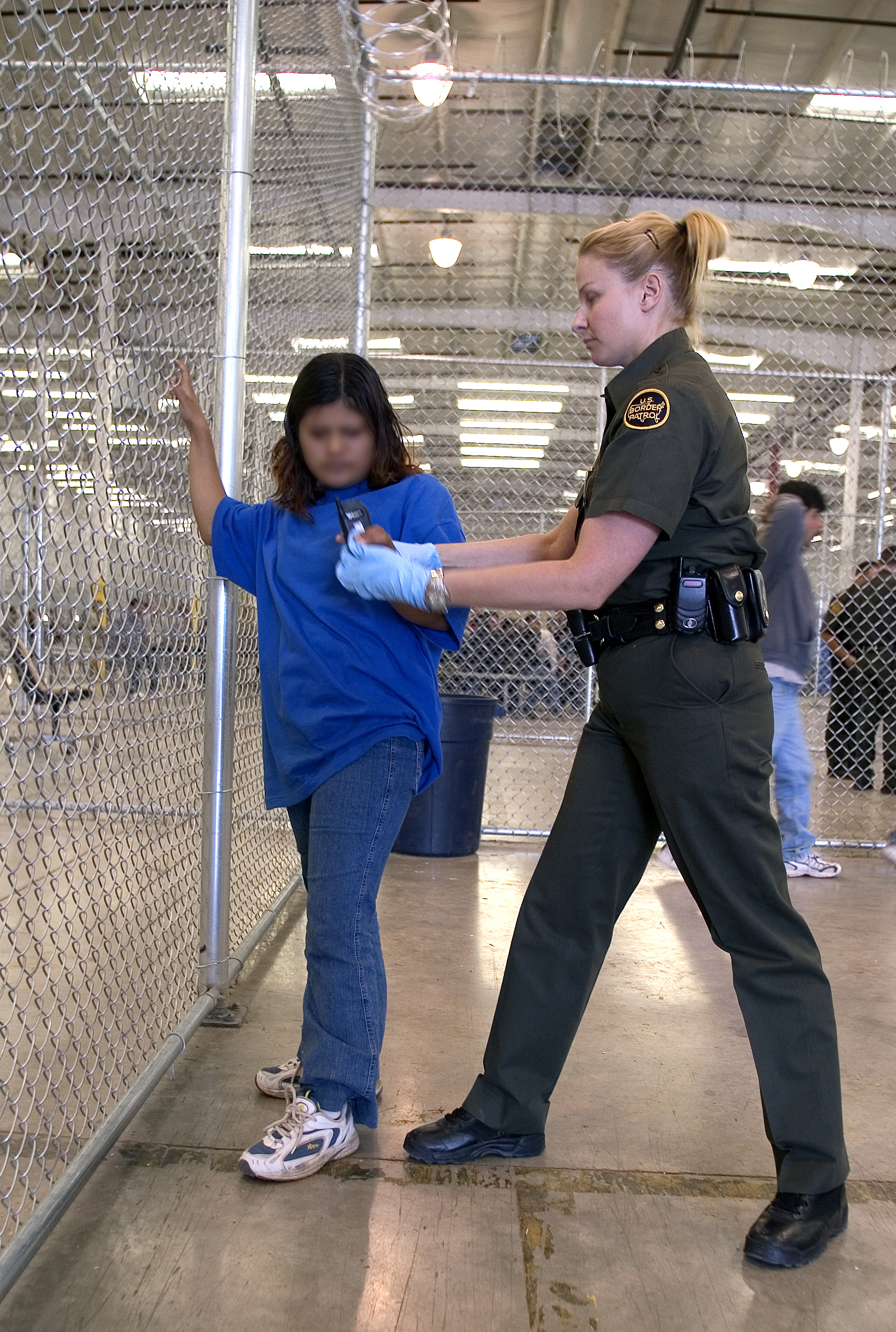
Příslušnice amerického Úřadu celní a hraniční ochrany (U.S. Customs and Border Protection) provádějící osobní prohlídku zadržované ženy

Způsob provádění osobní prohlídky celníkem je stanovený vyhláškou č. 246/2016. Musí se provádět ve vyhrazených prostorách, které jsou osvětleny, mají dostatečnou teplotu, musí být zajištěny proti vstupu neoprávněných osob a vybaveny příslušenstvím umožňujícím umytí a osušení po osobní prohlídce. Nestrannou osobu určuje na žádost kontrolované osoby celník, musí být stejného pohlaví jako osoba a celník. Osobní prohlídka celníkem se provádí prohlídkou pokrývky hlavy, obuvi, ošacení včetně prádla, dutiny ústní a dalších částí těla.

## Osobní prohlídka podle zákona o Vězeňské a justiční stráži
Podle § 11 zákona o Vězeňské a justiční stráži je přílsušník této stráže stejného pohlaví jako prohlížená osoba oprávněn provést osobní prohlídku u osoby:
- ve výkonu zabezpečnovací detence
- ve výkonu vazby
- ve výkonu trestu odnětí svobody

Dále je příslušník podle § 13 tohoto zákona oprávněn provést osobní prohlídku při důvodném podezření, že osoba vstupující do objektu střeženého vězeňskou službou nebo se v něm nacházející:
- má u sebe zbraň
- má u sebe jinou věc než zbraň, která by mohla narušit výkon zabezpečnovací detence, vazby nebo výkon trestu
- má u sebe jinou věc než zbraň, která by mohla narušit bezpečnost v budovách soudů, státních zastupitelství nebo Ministerstva spravedlnosti ČR
- neoprávněně ze střeženého objektu vynáší věc

## Úkony obdobné osobní prohlídce
Český právní řád upravuje i další činnosti, jež jsou osobní prohlídce podobné a v běžné laické řeči či v médiích bývají mnohdy za termín osobní prohlídka zaměňované, ač ze zákona nazvané osobní prohlídkou nejsou.

### Prohlídka osoby
Prohlídka osoby je úkon stanovený zákonem o policii. Dle § 111 tohoto zákona se jí rozumí prohlídka fyzické osoby prováděná osobou stejného pohlaví, a to včetně prohlídky oděvních svršků osoby a věcí, které má osoba v době prohlídky u sebe. Probíhá s využitím přímých fyzických kontaktů nebo přímým pozorováním odhaleného těla, je-li to nezbytné, při němž je policista oprávněn vyzvat osobu k provedení pohybu sloužícího k odhalení zbraně nebo jiné věci způsobilé ohrozit život nebo zdraví.
Policista může provést prohlídku osoby dle zákona o policii v následujících případech:
- osoba má být umístěna do cely (§ 29), a to za účelem přesvědčení se, že u sebe osoba nemá zbraň nebo jinou věc způsobilou ohrozit život anebo zdraví
- osoba má být omezena na osobní svobodě (§ 35), a to za účelem přesvědčení se, že u sebe nemá zbraň
- proti osobě směřuje zákrok (§ 35), a to za účelem přesvědčení se, že u sebe nemá zbraň
- proti osobě směřuje jiný úkon než zákrok nebo omezení na osobní svobodě, ale hrozí nebezpečí, že osoba bude klást odpor, a je podezření, že u sebe má zbraň (§ 35)
- při zajišťování bezpečnosti prostředků veřejné hromadné dopravy před útoky na jejich provoz a na bezpečnost cestujících v těchto prostředcích (§ 42), a to za účelem zjištění, zda osoba nepřechovává věc, která by k takovémuto útoku mohla být použita
- u vstupující nebo vycházející osoby při zajišťování bezpečnosti chráněného objektu nebo prostoru (§ 48)
- u osob nacházejících se v prostoru , ze kterého by bylo možno ohrozit bezpečnost osoby chráněné policií podle zákona (ústavního činitele ČR stanoveného vládou nebo osoby chráněné při jejím pobytu v Česku podle mezinárodních dohod) (§ 49)

### Přesvědčení se, zda osoba nemá zbraň
Jedná se o obdobný procesní institut jako prohlídka osoby, avšak udělený celníkovi či strážníkovi obecní policie pouze za účelem přesvědčit se, že osoba u sebe nemá zbraň, a to pouze za níže uvedených podmínek dle zákona o celní správě či zákona o obecní policii.
Celník je oprávněn podle § 33 zákona o celní správě provést prohlídku za účelem prověření podezření, že osoba má u sebe zbraň, které by mohlo být neoprávněně použito k násilí nebo pohrůžce násilím nebo kterou by mohla osoba ohrozit život nebo zdraví své nebo jiné osoby, a to u osoby:
- předváděné nebo zajištěné celními orgány
- u které je prováděn celní dohled nebo celní kontrola podle přímo použitelného předpisu Evropské unie
- která vstupuje do prostor, místností nebo zařízení určených k užívání orgány celní správy, ministerstvem, orgány finanční správy nebo Úřadem pro zastupování státu ve věcech majetkových, v nichž celní orgány zabezpečují dodržování veřejného pořádku
- u které je zajišťován výkon činností v oblasti placení peněžitých plnění orgány celní správy a činností obecného správce daně,
- u které je prováděna kontrola orgány celní správy podle právních předpisů patřících do působnosti orgánů celní správy
- která se dostavila k podání vysvětlení podle zákona o celní správě

Strážník obecní policie je podle § 14 zákona o obecní policii oprávněn přesvědčit se, zda u sebe nemá zbraň osoba:
- kterou předvádí nebo omezuje na osobní svobodě
- jíž byla vydána marná výzva vydat zbraň, kterou strážník vydal v zájmu ochrany veřejného pořádku, života a zdraví osob nebo majetku

### Prohlížení zavazadel a věcí vězeňskou a justiční stráží
Příslušníci justiční stráže i vězeňské stráže jsou oprávněny podle § 13 zákona o vězeňské a justiční stráži při střežení objektů prohlížet zavazadla a věci osob vstupujících do objektů nebo nacházejících se v těchto objektech a při důvodném podezření provést osobní prohlídku. Podle § 13 odst. 1 mohou přijímat i jiná opatření nezbytná k tomu, aby do objektu nebyly vnášeny věci ohrožující bezpečnost nebo narušující výkon detence, vazby nebo trestu.
V praxi jsou tato opatření viditelná např. v budovách soudů, kde justiční stráž provádí bezpečnostní kontrolu vstupujících osob a předmětů, které mají vstupující osoby u sebe. 

### Prohlídka těla
Prohlídkou těla se podle § 114 odst. 1 trestního řádu zjišťuje, zda jsou na těle stopy či následky trestného činu.
Prohlídku těla může provést i příslušník vězeňské služby podle § 11 zákona o Vězeňské a justiční stráži.

### Ruční prohlídka podle zákona o civilním letectví
Ruční prohlídka osoby je součástí detekční kontroly cestujících podle § 85p a osob jiných než cestujících podle § 85n zákona o civilním letectví. Podle § 85d je každý, kdo je oprávněn ji provádět podle zákona o civilním letectví, povinen ji provádět tak, aby byl sledován výhradně účel kontroly a byla šetřena důstojnost člověka, za tímto účel smí provádět ruční prohlídku pouze osoba stejného pohlaví. 
Dřívější legislativa tento úkon nazývala fyzická kontrola osoby.

### Prohlídka zaměstanců podle zákoníku práce
Podle § 248 zákoníku práce je zaměstnavatel oprávněn provádět kontrolu věcí, které k němu zaměstnanci vnáší anebo od něj vynášejí, případně provádět prohlídky zaměstnanců, které smí vykonávat pouze osoba stejného pohlaví a zároveň musí být dodržena ochrana osobnosti. Tyto kontroly a prohlídky musí být prováděny pouze v nezbytném rozsahu. 

## Úkony obdobné osobní prohlídce neupravené zákonem
V každodenním životě se lze setkat i dalšími úkony, které se podobají osobní prohlídce, bývají takto médii či v běžné řeči nazývány, avšak nejsou upraveny českou legislativou. Často se jedná o prohlídky za účelem zjištění, zda u sebe osoba nemá nebezpečný předmět při vstupu do soukromých prostor, např. prohlídky osob a osobních věcí pořadatelskou službou při vstupu na fotbalové stadiony. Tyto prohlídky však nejsou na rozdíl od výše uvedených úkonů upraveny zákonem, proto je nelze vynutit, jejich absolvováním však bývá podmíněn vstup do daných prostor na základě vlastnického práva.
S prohlídkou osobních věcí či přímo osoby se lze také setkat při opouštění soukromých prostor, např. se lze setkat s prohlídkou při východu z obchodu soukromou bezpečnostní službou za účelem přesvědčení se, že u sebe osoba nemá kradené zboží. Tento úkon není upraven zákonem, a nelze jej vynucovat, osobní prohlídku pro nalezení kradené věci by při přistižení při trestném činu krádeže byl oprávněn provést policejní orgán podle trestního řádu.